# به رنگ ارغوان
به رنگ ارغوان سیزدهمین فیلم ابراهیم حاتمی‌کیا محصول سال ۱۳۸۳ ایران است. این فیلم پس از پنج سال توقیف در بیست و هشتمین جشنواره فیلم فجر حضور یافت و جایزه سیمرغ بلورین بهترین فیلم جشنواره را به‌دست آورد.
فیلم به رنگ ارغوان مراحل ساخت را در سکوت کامل خبری طی کرد. تا جایی که عکسها و خلاصه داستان فیلم تنها دو هفته مانده به آغاز جشنواره بیست و سوم فیلم فجر در اختیار مطبوعات قرار گرفت. در جشنواره بیست و سوم فیلم فجر از نمایش فیلم به دستور وزیر اطلاعات جلوگیری شد. همچنین سید جمال ساداتیان تهیه‌کننده فیلم طی نامه‌ای به محمود احمدی‌نژاد خواستار رسیدگی به وضعیت اکران عمومی به رنگ ارغوان شده بود. به رنگ ارغوان رفع توقیف شد و پس از ۴ سال توقیف برای اهالی رسانه در سالن همایش‌های برج میلاد در اولین روز جشنواره فیلم فجر و اولین سانس برای اهالی رسانه اکران گردید. این فیلم اسفند ۱۳۸۸ به اکران عمومی درآمد.

## خلاصه داستان
«شفق» یکی از اعضای گروه سیاسی که اوائل انقلاب از ایران خارج شده، پس از سال‌ها تصمیم می‌گیرد برای دیدن دخترش «ارغوان» که دانشجوی دانشکده جنگل‌داری است، مخفیانه به ایران بازگردد. یکی از مأمورین امنیتی به نام «هوشنگ»، به عنوان دانشجو وارد دانشکده می‌شود و از امکانات مدرن امنیتی استفاده می‌کند تا با کنترل ارغوان، شفق را به دام اندازد. در این میان بین او و ارغوان رابطه‌ای عاطفی به‌وجود می‌آید…

## جایزه‌ها و نامزدی‌ها
به رنگ ارغوان سیمرغ بلورین جایزه نگاه مردمی بیست و هشتمین جشنواره بین‌المللی فیلم فجر را نیز با ۶۸ درصد آرا دریافت کرد.
فهرست نامزدی‌ها و جایزه‌های جشنواره فیلم فجر ۱۳۸۸:
| جشنواره فیلم فجر ۱۳۸۸ | بهترین فیلم                   | سیدجمال ساداتیان | برنده |
| جشنواره فیلم فجر ۱۳۸۸ | بهترین فیلم از نگاه تماشاگران | سیدجمال ساداتیان | برنده |
| جشنواره فیلم فجر ۱۳۸۸ | بهترین کارگردانی              | ابراهیم حاتمی‌کیا | برنده |
| جشنواره فیلم فجر ۱۳۸۸ | جایزه ویژه هیئت داوران        | ابراهیم حاتمی‌کیا | نامزد |
| جشنواره فیلم فجر ۱۳۸۸ | بهترین فیلمنامه               | ابراهیم حاتمی‌کیا | نامزد |
| جشنواره فیلم فجر ۱۳۸۸ | بهترین فیلمنامه بخش بین‌الملل  | ابراهیم حاتمی‌کیا | برنده |
| جشنواره فیلم فجر ۱۳۸۸ | بهترین بازیگر نقش مکمل مرد    | کوروش تهامی      | نامزد |
| جشنواره فیلم فجر ۱۳۸۸ | بهترین چهره‌پردازی             | عبدالله اسکندری  | نامزد |
| جشنواره فیلم فجر ۱۳۸۸ | بهترین فیلم‌برداری             | حسن کریمی        | برنده |

## بازتاب‌ها
« مأمور اطلاعات: می‌فهمم!
ارغوان: دروغ می‌گی، تو نمی‌فهمی! تو تربیت شدی اونی که می‌گی نباشی. »

گفته ارغوان به هوشنگ مأمور اطلاعات
بسیاری از منتقدان شرکت دادن چند فیلم توقیفی سال‌های گذشته از جمله فیلم به رنگ ارغوان را یکی از تلاش‌های دبیرخانه جشنواره و معاونت سینمایی ارشاد دولت نهم، برای رونق دادن به جشنواره فجر بیست و هشتم دانستند. اما علیرضا سجادپور مدیر اداره کل نظارت و ارزشیابی ارشاد، این موضوع را تکذیب کرد و جواد شمقدری معاون سینمایی وزارت فرهنگ و ارشاد اسلامی رفع توقیف این فیلم را نشانه بالا بردن آستانه تحمل دولت در نمایش این نوع آثار دانست. در حالی که برخی از کارشناسان سینما با اشاره به آیین‌نامه جشنواره، شرکت فیلم‌هایی که ظرف یک سال گذشته ساخته نشده‌اند در جشنواره را غیرقانونی می‌دانند.
حاتمی‌کیا هنگام دریافت جایزه‌اش گفت: «این فیلم ساخته شد تا جاودانه بماند. من خوشحال و ممنونم از عزیزانی که باعث این اتفاق شدند. چیزی که باید بگویم این است که به امثال ما اعتماد کنید.»
جمعی از نمایندگان مجلس شورای اسلامی و اعضای هیئت دولت و معاونان آنان در چهار نوبت در سالن نمایش وزارت فرهنگ و ارشاد اسلامی به تماشای به رنگ ارغوان به کارگردانی ابراهیم حاتمی کیا نشستند.

## بازیگران
| بازیگر          | نقش            | توضیحات                |
| --------------- | -------------- | ---------------------- |
| حمید فرخ‌نژاد    | هوشنگ شفق      | «شهاب ۸» مأمور اطلاعات |
| خزر معصومی      | ارغوان کامرانی | دختر شفق               |
| کوروش تهامی     | محسن           | هم‌کلاسی ارغوان         |
| فرهاد قائمیان   | میثم           | «شفق» پدر ارغوان       |
| رضا بابک        | -              | مافوق هوشنگ            |
| بهناز توکلی     | بتول           | «بلوط» صاحب قهوه‌خانه   |
| مهرداد ضیایی    | احمدی          | سرکار پلیس             |
| محمدعلی اینانلو | -              | رئیس دانشگاه           |
| اسماعیل کهرم    | -              | استاد دانشگاه          |